# Copa del Pacífico 1992
La Copa del Pacífico 1992 fue la segunda edición de un torneo internacional de fútbol de carácter no oficial, disputado en el estadio George Capwell de Guayaquil, la cual no se realizaba desde 1949.
La primera fase de semifinales se la disputó el 13 y 14 de febrero, mientras que el partido por tercer puesto y la gran final se los realizó el 16 del mismo mes.
Los equipos participantes fueron: Millonarios Fútbol Club, Club Sport Emelec, Club Universidad de Chile y Club Sporting Cristal.
Se coronó campeón el Millonarios Fútbol Club.

## Cuadrangular
|  | Semifinales          | Semifinales |       |                      | Final            | Final |  |
|  |                      |             |       |                      |                  |       |  |
|  |                      |             |       |                      |                  |       |  |
|  |                      |             |       |                      |                  |       |  |
|  | Millonarios          | 1           |       |                      |                  |       |  |
|  | Sporting Cristal     | 0           |       |                      |                  |       |  |
|  |                      |             |       |                      |                  |       |  |
|  |                      |             |       |                      |                  |       |  |
|  |                      |             |       |                      | Millonarios      | 2 (4) |  |
|  |                      | Emelec      | 2 (3) |                      |                  |       |  |
|  |                      |             |       |                      |                  |       |  |
|  |                      |             |       |                      |                  |       |  |
|  |                      |             |       |                      | 3º puesto        |       |  |
|  |                      |             |       |                      |                  |       |  |
|  | Emelec               | 2           |       | Universidad de Chile | 1                |       |  |
|  | Universidad de Chile | 0           |       |                      | Sporting Cristal | 1     |  |

| Colombia            |
| Campeón Millonarios |